# OB-650
OB-650 – energetyczny kocioł parowy o wydajności produkcji pary 650 t/h.

## Dane techniczne
| Parametr                     | Wartość                    | Źródła |
| ---------------------------- | -------------------------- | ------ |
| Typ kotła                    | parowy, pyłowy, walczakowy | [ 1 ]  |
| Cyrkulacja                   | naturalna                  | [ 1 ]  |
| Rodzaj paleniska             | tangencjalne               | [ 1 ]  |
| Maksymalna wydajność         | 180,55 kg/s                | [ 1 ]  |
| Temperatura pary świeżej     | 540 °C                     | [ 1 ]  |
| Ciśnienie pary świeżej       | 13,8 MPa                   | [ 1 ]  |
| Temperatura pary wtórnej     | 540 °C                     | [ 1 ]  |
| Ciśnienie pary wtórnej       | 2,5 MPa                    | [ 1 ]  |
| Temperatura wody zasilającej | 240 °C                     | [ 1 ]  |
| Sprawność kotła              | 88%                        | [ 1 ]  |
| Rodzaj paliwa                | węgiel brunatny            | [ 1 ]  |
| Wartość opałowa paliwa       | 7,5 MJ/kg                  | [ 1 ]  |

## Wykorzystanie
| Kraj                 | Obiekt             | Liczba | Źródła |
| -------------------- | ------------------ | ------ | ------ |
| Polska               | Elektrownia Turów  | 10     | [ 1 ]  |
| Polska               | Elektrownia Pątnów | 6      | [ 1 ]  |
| Kosowo               | Elektrownia Kosowo | 3      | [ 1 ]  |
| Bośnia i Hercegowina | Elektrownia Tuzla  | 3      | [ 1 ]  |
| Łączna liczba:       | Łączna liczba:     | 22     |        |